# Veine basilique de l'avant-bras
La veine basilique de l'avant-bras (ou veine basilique antébrachiale ou veine cubitale superficielle) est une veine superficielle du membre supérieur.

## Trajet
La veine basilique de l'avant-bras prolonge la veine salvatelle du petit doigt.

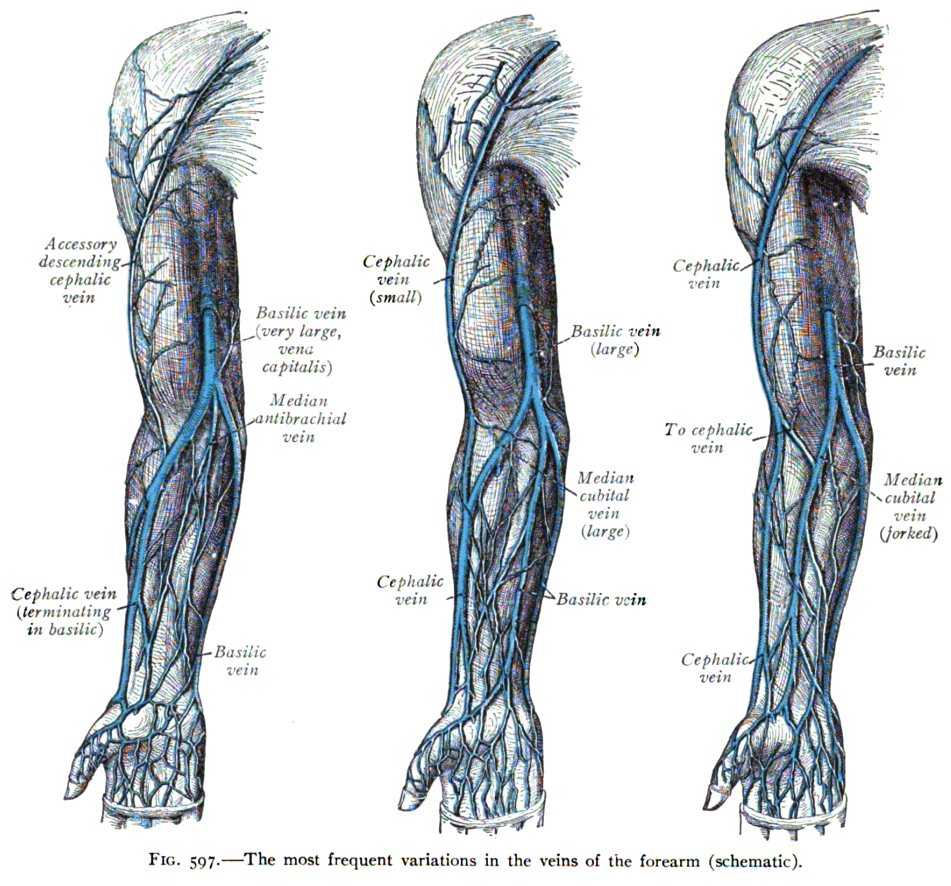
Variation les plus courantes des veines de l'avant-bras

Elle monte sur le bord interne de la face antérieure de l'avant-bras pour se réunir au-dessus et en dehors de l'épicondyle médial avec la veine médiane cubitale en donnant naissance à la veine basilique. Mais sa terminaison peut avoir plusieurs variations.

## Remarque
Elle n'est répertoriée que dans la norme TA98 mais pas dans les normes FMA et TA2 qui la confondent avec la veine basilique